# Wallfahrtskirche Mariä Heimsuchung (Angerbach)

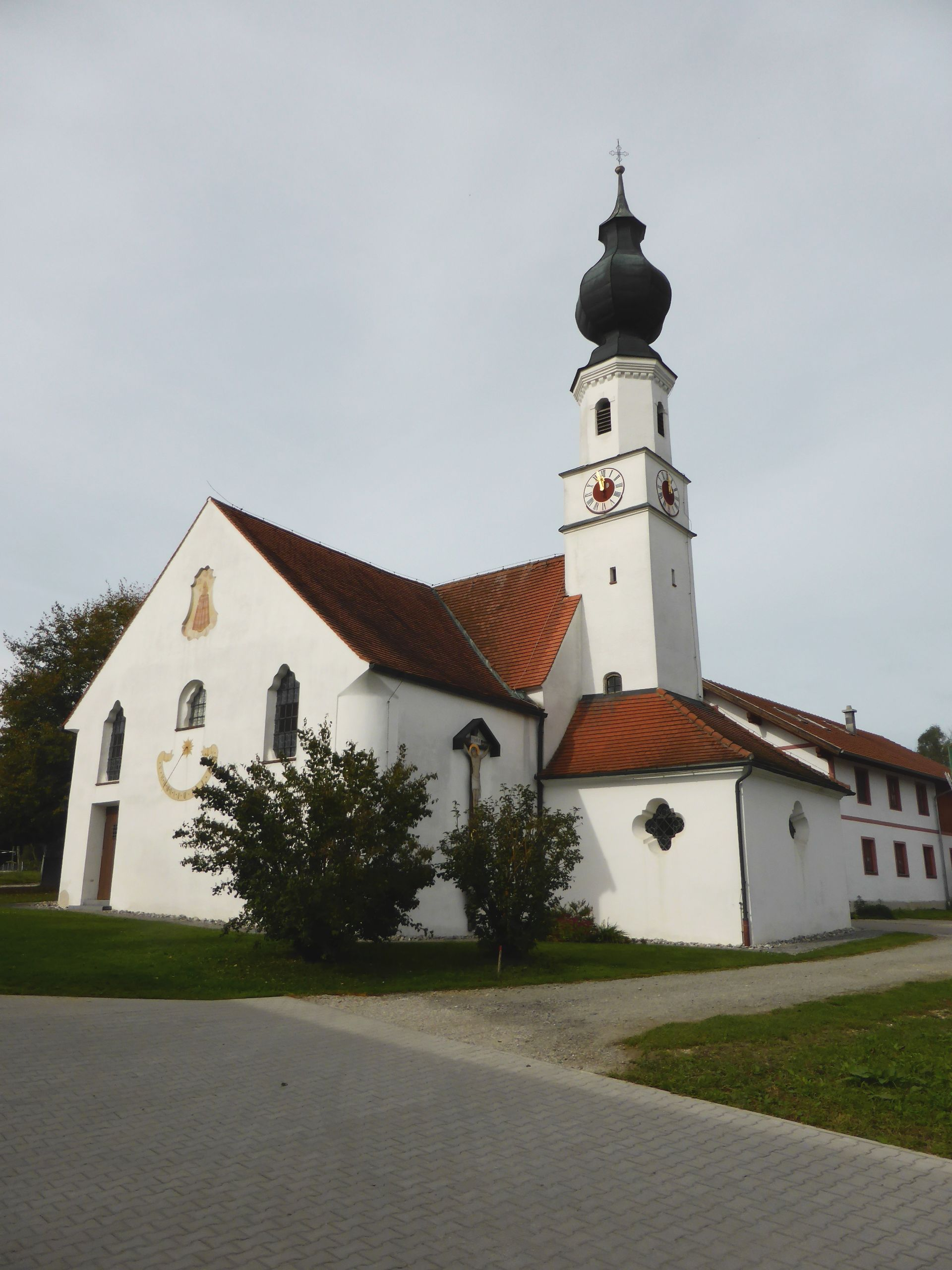
Wallfahrtskirche Mariä Heimsuchung

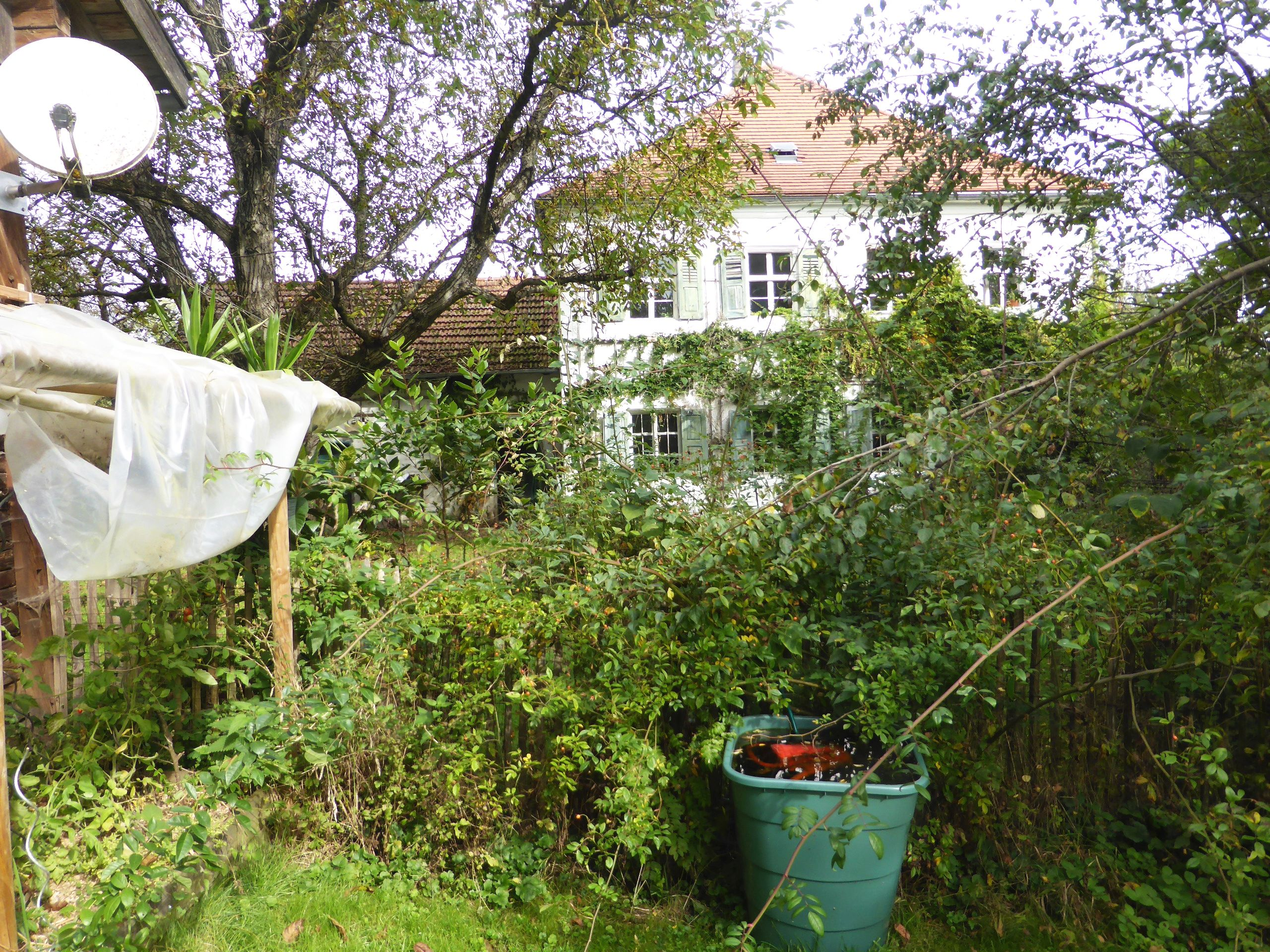
Benefiziatenhaus Angerbach

Die katholische Wallfahrtskirche Mariä Heimsuchung liegt im Gemeindeteil Angerbach der niederbayerischen Gemeinde Gangkofen (Angerbach 28).

## Geschichte
1658 errichtete der Schlossherr Felix Gundacker von Auerbach zu Angerbach in Angerbach eine Lorettokapelle. Die Kapelle wurde am 8. Juli 1663 durch den Regensburger Weihbischof Franz Weinhard konsekriert.
In seinem Testament vom 16. August 1690 bestimmte Felix Gundacker von Auerbach, dass diese Laurethanische Kapelle sein rechter und einziger Universal-Erb sein sollte. Sein Vermögen sollte zu Geld gemacht und an einem sichern Ort angelegt werden und davon sollte ein frommer gottseliger und exemplarischer weltlicher Geistlicher angestellt werden. Das Benefizium war der Pfarrei Gangkofen zugeordnet. Dieses Benefizium besteht zwar heute noch, ist aber nicht mehr mit einem Priester besetzt.
Anlässlich des 100-jährigen Jubiläums wurde die Kapelle nach Süden durch die Hl.-Kreuz- oder Speiskapelle erweitert. In der Speiskapelle wurde am 8. Juli 1759 durch den Franziskaner-Guardian Johannes Loth zu Eggenfelden ein Kreuzweg eingeführt, was von dem Bischöflichen Ordinariat Regensburg am 28. Juni 1759 und den General-Minister der Franziskaner in München, Bonosus Wieninger, am 20. Juni 1759 genehmigt wurde. Der Kapelle wurde von dem infulierten Graf von Lerchenfeld 1766 eine Hl. Kreuz Reliquie geschenkt. Diese wird an allen hohen Feiertagen über dem Tabernakel ausgestellt. Neben diesem als authentisch behaupteten Kreuzpartikel sind auch noch Reliquien des Märtyrers Pontianus, Cornelius und ein Stück des Kleides der Muttergottes im Altar der Kirche. In zwei weiteren Reliquien-Monstranzen werden Reliquien des Hl. Sebastian, der Hl. Anna und der Jungfrau Maria aufbewahrt.
Mitte des 17. Jahrhunderts ist eine florierende Wallfahrt zu der Loretto-Kapelle belegt. Als Kuriosum wird in der Kirche eine hölzerne Lunge (Lüngl) aufbewahrt.
1855 wurde der Altar der Speiskapelle renoviert, 1857 wurden beide Kapellen mit Zuschüssen der königlichen Regierung erneuert. 1896 wurde geplant, eine neue Orgel einzubauen; dies erfolgte durch die Orgelbaufirma Ludwig Edenhofer von Deggendorf. 1977/78 wurde eine umfassende Sanierung der Wallfahrtskirche abgeschlossen, dabei wurde die ursprüngliche Bemalung der Santa Casa Lauretana wiederhergestellt.